# Возрождение языков
Возрождение языков (языковое возрождение, ревитализа́ция, также оживле́ние или восстановле́ние языков) — форма языкового активизма, процесс, который может иметь два значения:
1. Восстановление окончательно вымершего языка (то есть такого, у которого не осталось ни одного носителя) и превращение его в живой, разговорный язык хотя бы небольшой группы людей;
2. Замедление процесса вымирания ещё живого, но исчезающего языка, в идеале так, чтобы число его носителей стало не уменьшаться, а увеличиваться и в конце концов достигло такого уровня, когда для сохранения языка не требуется специальных усилий.

Средства, предпринимаемые для этих задач, могут быть различны. Например, государство может объявить возрождаемый язык официальным или ввести его обязательное преподавание (а в дальнейшем и обучение на нём) в школах. Однако гораздо чаще такие попытки предпринимаются группами энтузиастов, лишь в редких случаях позднее поддерживаемыми на государственном уровне. Возрождению языка помогает увеличение его представленности в Интернете. «Одной из платформ, посредством которых языковое сообщество может влиять на представленность национального языка в Интернет-пространстве, является „Википедия“». Например, такой проект как «Викиучебник» предоставляет возможность создавать учебные материалы на разных языках, и на сегодняшний день в этом проекте существует учебная литература на татарском и чувашском языках; а проект «Викисклад» включает видеофайлы на разных языках, из которых к языкам народов России относятся карельский, крымскотатарский, татарский, тувинский. Все эти и другие материалы загружаются в Википедию носителями языков народов России или их исследователями.
Наиболее известный и удачный пример первого типа — иврит — полностью возрождённый из языка, вымершего два тысячелетия назад и сохранившегося лишь в книжном виде, и ставший государственным языком целого государства и родным языком нескольких миллионов людей. Другие примеры менее удачны: корнский, мэнский. Известны также попытки использования древних языков для устной коммуникации, однако, как правило, не имеющие цели создания стабильной группы носителей: древнеанглийский, прусский, санскрит.
Среди примеров второго типа: ирландский язык (гэльское возрождение), гэльский, маньчжурский, некоторые индейские языки (в частности, маках).
При возрождении первого, а иногда и второго типа исходная языковая система значительно видоизменяется как в области произношения (язык усваивают люди с родными языками, имеющими иные фонологические системы), так и в области лексики (многие слова не сохранились или просто не существовали раньше). Морфология и синтаксис подвергаются меньшим изменениям.
Возрождение языка почти всегда связано с борьбой соответствующего народа за определённую национально-культурную автономию или за создание нового государства (как это было с ивритом).
При возрождении иврита требовалось как-то внедрить в него современную лексику. Для этого пришлось придумывать новые слова. Похожая проблема возникла при возрождении языка каурна (один из языков австралийских аборигенов). Для решения этой проблемы используются следующие приёмы: семантическое расширение (присвоение уже существующему слову дополнительных значений: например, каурнское слово kaaru («кровь») используют для обозначения вина, словом warri («ветер») обозначают кондиционер); соединение слов (каурнское слово «компьютер» (mukarntu) получилось из слов «мозг» (mukamuka) и «молния» (karntu)); обратное словообразование (каурнское слово kapi («сигареты», «табак») было образовано из kapinthi («тошнота»)). 
К примерам наиболее успешного возрождения языков, помимо возрождения иврита, относят возрождение языка австралийских аборигенов барнгарла и возрождение гавайского языка.
Для возрождения языков, особенно если общение внутри семей происходит уже не на родном языке, используется метод «языкового гнезда».